# N6946-BH1
N6946-BH1 — це зникаючий червоний надгігант в галактиці NGC 6946. Зоря, розташована на відстані 20 мільйонів світлових років від Землі, була в 25 разів масивніша Сонця. З березня по травень 2009 року збільшила яскравість до декількох мільйонів сонячної світності, але після того до 2015 року вона зникла з оптичної видимості. У середньому й ближньому інфрачервоному діапазонах об'єкт залишається видимим, але яскравість зменшується пропорційно т−4/3. Вважається, що збільшення яскравості було недостатнім, щоб зоря стала надновою; таке явище називається «невдала наднова». Спостереження за об'єктом велися за допомогою знімків Великого Бінокулярного Телескопа в обсерваторії Маунт-Грем.

## Опис
Визначена 2 липня 2005 року видима зоряна величина (в різних спектральних смугах) R = 21, V = 21, B = 22, U = 23. До оптичного спалаху зоря була десь у 100 000 разів яскравіша Сонця. Після вибуху вона невидима у візуальному діапазоні, а в інфрачервоному її світність зменшилась до 5000 світностей Сонця.
Одна з гіпотез полягає в тому, що ядро зорі колапсувало з утворенням чорної діри. Колапс речовини викликав спалах нейтрино, що зменшило загальну масу зорі на якусь частку відсотка й зумовило ударну хвилю, яка розірвала й викинула оболонку зорі, що зробило її яскравішою. Додаткове післясвітіння могло бути зумовленим злиттям N6946-BH1 з іншою зорею, але тоді воно виглядало б куди яскравіше.
За поточними теоріями наднові не утворюються із зір з масами, більшими за 18 сонячних, а кількість утворених великих зір, як видається, перевищує кількість наднових. Тому вважається, що з такими великими зорями відбувається щось інше, зокрема невдалі «наднові» й утворення чорних дір. Якщо ця подія справді відображає утворення чорної діри, то це перше спостереження такого процесу; аналіз накопиченої інформації і подальші спостереження можуть призвести до уточнень існуючих теоретичних моделей цього процесу.
Подальші спостереження передбачаються за допомогою космічної обсерваторії Чандра.